# Hans Kammler
Hans Friedrich Karl Franz Kammler (Stettin, 26 augustus 1901 - Praag, 9 mei 1945) was een Duitse architect, hoofd van de bouw- en bewapeningsprojecten van het Derde Rijk en SS-Obergruppenführer (luitenant-generaal) en generaal in de Waffen-SS. Als leider van het bouwwezen van de SS was hij verantwoordelijk voor alle concentratiekampgebouwen, gaskamers en crematoria. In de zomer van 1944 werd hij aangesteld als het hoofd van de Vergeldingsdivisie die de V1-bommen weer operationeel moesten maken en het V2-offensief moest starten. Aan het einde van de oorlog beval hij een moordpartij op burgers in het bloedbad in het Arnsberger Wald van 21 tot 23 maart 1945.

## Leven
Toen Hans geboren werd, was zijn vader Franz Kammler Oberleutnant in de Deutsches Heer. Zijn vader zou later nog bevorderd worden tot Oberst in de infanterie en later in de gendarmerie. Hans Kammler bezocht diverse scholen van 1908 tot 1918, waaronder het humanistische gymnasium in Bromberg, Ulm en Danzig waar hij in 1919 zijn eindexamen aflegde.
Kammler was zeer nationaalconservatief gezind en trad daarom begin februari 1919 als vrijwilliger in het 2. Leib-Husaren-Regiment „Königin Viktoria von Preußen“ Nr. 2. Wegens de dreigende demobilisatie van zijn eenheid stapte hij over naar het Vrijkorps Roßbach in het Grenzschutz Ost. In oktober 1919 begon Kammler een studie in architectuur met de studierichting in hoogbouw aan de Technische universiteit Danzig. Bovendien studeerde hij één semester aan de Technische Universiteit München. Tijdens zijn studies was Kammler lid van de gymnastiekvereniging (ATV) Cimbria.
Op 25 oktober 1923 sloot hij het examen aan de Technische Universiteit Danzig met een ingenieursdiploma af.
In 1924 was hij in het kader van zijn opleiding als regeringsbouwleider voor de Pruisische staatsdienst werkzaam. Vanaf februari 1924 tot februari 1925 was hij de uitvoerder over de wijk Onkel Toms Hütte. Vanaf 1925 tot 1928 ontwierp hij en hield toezicht op de utiliteitsbouw voor garages, werkplaatsen. Ook planning van wijken en vrijstaande huizen. Hij nam deel aan een wedstrijd van algemene ontwikkelingsplannen en van de bouw van grote gebouwen. Op 4 februari 1928 legde hij het staatsexamen af en werd tot Regierungsbaumeister benoemd. "Die Stärke des jungen Architekten lag nicht so sehr im Entwurf als in der Planung und Organisation von Arbeitsabläufen bei größeren Bauvorhaben". Van april 1928 tot maart 1931 was Kammler werkloos. Daarna werkte hij als deeltijd wetenschapper bij het Reichsforschungsgesellschaft voor economie in de bouw- en woningen.
Vanaf 1 april 1931 tot 1 september 1933 werkte Kammler als werknemer in het Reichsarbeitsministerium mee aan de Stiftung zur Förderung von Bauforschungen in Berlijn.
Op 29 november 1932 promoveerde hij aan de Technische Universiteit Hannover tot doctor in de ingenieurswetenschappen.

### Nationaalsocialisme
Tegen het einde van de Weimarrepubliek radicaliseerde de politieke houding van Kammler. Hij werd begin maart 1932 lid van de NSDAP en op 20 mei 1933 van de SS. Van 1931 tot 1933 werkte hij voor de SS en NSDAP als administratief medewerker in een technische ingenieursafdeling van de gouwleiding van Groot-Berlijn. Maar hij was ook bezig met andere werksectoren.
Van tijd tot tijd was hij in de SS werkzaam op het bureau voor het bewijzen van niet-Joodse afkomst (Ariernachweis). Van 1933 tot 1936 was hij voor de NSDAP de leider van de afdeling voor woon- en planologie in de gouwleiding van Groot-Berlijn. In 1937 trad hij als opleidingsspreker voor de Berlijnse politie op. Van 1933 kreeg Kammler de opdracht om leiding te geven aan de Rijksbond van Volkstuinders en grondbezitters die gezamenlijk een bestand hadden van een miljoen leden.
Op 10 oktober werd Kammler in het Rijksministerie voor Voeding en Landbouw ingezet. Hij was adviseur voor boerennederzettingen in de afdeling VII. Daarmee verbonden waren talrijke belangrijke posten, onder andere leider van de Reichsgutachterausschusses für Bauvergabe, lid van de senaat van de Duitse academie voor bouwhistorie en als verbindingsofficier van de RMEL voor de gezamenlijke rijksministeries in bereik van de bouworde. In augustus 1934 werd Kammler benoemd tot lid van de regeringsraad in het Rijksministerie voor Voeding en Landbouw.
Op 1 augustus 1940 werd de hoofdbetrekking van Kammler als lid van SS het SS-Wirtschafts und Verwaltungshauptamt. Op 1 juni 1941 verwisselde hij de Waffen-SS en werd tot Chef van het SS-Hauptamtes Haushalt und Bauten benoemd. Na de oprichting van het SS-Wirtschafts und Verwaltungshauptamt begin februari 1942, werd hij leider van de Amtsgruppe C (bouwwezen) van het WVHA tot het einde van de oorlog.
Hij had het oppertoezicht over de bouwplannen van alle concentratiekampen, inbegrepen gaskamers en crematoria, daarom mag hij "technocraat der vernietiging" heten. In de nazomer van 1942 begon hij met de planning voor de bouw van de nieuwe crematoria in Auschwitz, die tot dan geprojecteerd crematievermogen van 2650 lijken per dag (80.000 per maand) ontoereikend leek. Kammler was de deskundige in het bouwprogramma van de Führer in de staf van Robert Ley.

### V-bommen
In augustus 1943 werd Kammler verantwoordelijk voor het uitbouwen van de ondergrondse (U-Verlagerung) productieplaatsen voor de straalmotoren, straalvliegtuig, motoren, V1's en V2's. Op 1 september 1943 werd hij door de Reichsführer-SS Heinrich Himmler tot "bijzonder gevolmachtigde van de Reichsführer-SS voor het V2-programma" onder SS-Obergruppenführer Oswald Pohl benoemd. Onder Kammlers leiding begon de bouw van de ondergrondse productieplaatsen in het Kohnstein: het berucht concentratiekamp Dora. Albert Speer prees na de oorlog de bouw van het zogenaamde Mittelwerk in de buurt van Nordhausen als een "echt unieke daad".
Met het tot stand brengen van de productie van de B8 Bergkristal werkte Kammler aan de grootste en modernste ondergrondse fabrieken voor de Messerschmitt Me 262 in Sankt Georgen an der Gusen niet ver van Mauthausen.
Eind augustus 1944 kwam Kammler tijdens een geheime ontmoeting in Brussel aan het hoofd te staan van de pas opgerichte Vergeldingsdivisie. Deze Division zur Vergeltung moest zo snel mogelijk het V1-offensief heropstarten, nadat de Noord-Franse lanceerinstellingen door de geallieerde opmars waren verloren gegaan. Daarnaast kreeg Kammler de opdracht zo snel mogelijk de V2-raketten operationeel te maken. Dat lukte de divisie op 8 september 1944, met twee lanceringen vanuit de Ardennen en twee vanuit Wassenaar. Het personeelsbestand bedroeg aanvang 1945 ongeveer 11.000 man. De wapensystemen bevonden zich eind 1944 in Nederland en West-Duitsland. Vanaf september 1944 werden er raketten afgevuurd op Londen, Parijs en diverse doelwitten in België. Vanaf 13 oktober 1944 werd naast Londen Antwerpen het belangrijkste doelwit. Een maand later kreeg ook Luik te maken met de V-bommenterreur. Pas eind maart 1945, met het oprukken van de geallieerden moesten de raketstellingen in Nederland en West-Duitsland ontruimd worden. Kammler voerde al sinds eind januari niet meer het bevel.
Op 3 april 1945 was Kammler voor de laatste maal bij Hitler en dat gaf hem kennelijk hoop. "Kammler maakte het uitstekend, en zette in op grote verwachtingen". (Goebbels, dagboek: 4 april 1945). Was Kammler in de Führerbunker nog de energieke generaal, gaf hij op 13 april tegenover Speer zijn toekomstplannen aan. De oorlog was verloren, het was nu beter om zich nu terug te trekken. Hij wilde contact maken met geallieerden en zo de nieuwe wapentechnologie uitwisselen tegen zijn persoonlijke vrijheid.
Na 23 april 1945 ging Kammler vooruit naar Ebensee in Oostenrijk, waar hij een vergadering had met de SS-leiding. In de morgen van 4 mei ging hij naar Praag. Tegenover de journalist Günther d'Alquen voorspelde Kammler "dat we in Praag nog wat zullen beleven". Op de avond van 4 mei begon de Praagse Opstand. Op 9 mei 1945 bezette het Rode Leger de stad.

## Dood Kammler
De dood van Kammler is niet meer met zekerheid vast te stellen. Er doen verschillende verklaringen de ronde:
- Kammler pleegde op 9 mei 1945 zelfmoord.[17] Dit bleek tijdens het verloop van het op 9 december 1957 in Arnsberg begonnen proces tegen de ondergeschikten van Kammler wegens de tussen 20 en 22 maart 1945 door diens eenheid begane moord op dwangarbeiders in het Arnsberger bos. In de beslissing van de regionale rechtbank werd vastgelegd dat Kammler zich, begeleid door zijn ordonnansofficier en een chauffeur, begin mei 1945 in Praag bevond, en de Praagse Opstand en de capitulatie van de Duitse troepen meemaakte. Op 9 mei vluchtte hij met twee auto's de stad uit. In de dagen daarvoor had hij al gezegd, dat hij geen doel meer voor zichzelf had. Hij liet bij een bosgebied ten zuiden van Praag halt houden, beval zijn begeleiders naar Duitsland terug te keren, en ging het bos in. Korte tijd daarna werd zijn lijk door zijn ordonnansofficier, SS-Obersturmführer Zeuner, en zijn chauffeur, Preuk, gevonden. Klaarblijkelijk had hij zich met behulp van kaliumcyanide van het leven beroofd. Het lijk werd vervolgens door de aanwezigen ter plekke begraven.

- In het boek de Vier Prinzen zu Schaumburg-Lippe, Kammler und von Behr, (2013), staat een brief van de getuige Ingeborg Alix Prinses te Schaumburg-Lippe aan Jutta Kammler waarin kan gelezen worden over de laatste dagen van Kammler in Praag.[18]

- In 2014 betwijfelde de historicus Rainer Karlsch, dat Kammler in 1945 wel zelfmoord gepleegd heeft. Hij had zich in 1945 eerder in de bescherming van de Amerikaanse inlichtingendiensten begeven.[19]

- In april 1945, waarschijnlijk op bevel van hemzelf door zijn eigen adjudant SS-Obersturmbannführer Hans Schleiff doodgeschoten.[20]

- Op 9 juli 1945 richtte Kammlers weduwe een verzoek aan de rechtbank om haar man vanaf 9 mei 1945 dood te laten verklaren. Zij overhandigde een verklaring onder ede, gedateerd van 8 mei 1948, door Kammlers chauffeur, SS-Oberscharführer Kurt Preuk. Volgens Preuk had hij persoonlijk het "lijk van Kammler gezien en was present geweest bij zijn begrafenis" op 9 mei 1945. Door de uitspraak van het gerechtshof van het district van Berlijn-Charlottenburg op 7 september 1948 (dossier 14.II 344/48) werd de dood van Kammler op 9 mei 1945 officieel vastgesteld. In een andere verklaring onder ede van 16 oktober 1959 betrof het de uitkering bij overlijden, waarin Kurt Preuk verklaarde dat de datum van zijn dood "rond 10 mei 1945 was", maar dat hij niet de doodsoorzaak kende. Op 7 september 1965 verklaarde de adjudant van Kammler, Heinz Zeuner (geboren op 12 mei 1921 in Clausthal-Zellerfeld), dat Kammler overleed op 7 mei 1945, ten zuiden van Daffle in Moldavië. Zeuner verklaarde dat hij samen met Preuk en anderen uit Kammlers staf het lijk van de SS-generaal gezien hadden. Alle ooggetuigen overlegden over de kwestie en beweerden met zekerheid dat de doodsoorzaak cyanidevergiftiging was.[1]

## Familie
Op 14 juni 1930 trouwde Hans Kammler met Jutta Carla Anna Horn (12 april 1908 in Naumburg) zij was lid van de Nationalsozialistische Volkswohlfahrt, NSD-Studentenbund, en NS-Bund Deutscher Technik. Het echtpaar had meerdere kinderen: twee zonen (geboren 11 februari 1940 en 10 december 1943), vier dochters (geboren 13 maart 1931 (overleden 16 september 1931); 25 maart 1932; 6 juli 1934 (overleden 12 maart 1936); en 11 februari 1937).

## Bellettrie
De persoon Hans Kammler vond literaire verwerking in de roman Der Trojaner van Eric Verna (2013), ISBN 978-3-8495-7145-0. Kammler verschijnt ook in de roman Der General des letzten Bataillons (2014) van Dan König.
In de roman Das letzte Experiment van Philip Kerr (2009), ISBN 978-3-499-24923-5, die zich in 1950 in Argentinië afspeelt, verschijnt Kammler ook.
In V2 van Robert Harris (2020) duikt Kammler op als Brigadefűhrer die de taak krijgt om de raketbasis Peeneműnde te ontruimen en de productie ondergronds in Kohnstein, Thűringen voort te zetten. Een RAF-bombardement had duidelijk gemaakt dat de raketfabriek te kwetsbaar was geworden voor een luchtaanval. Dat was in augustus 1943.

## Carrière
Kammler bekleedde verschillende rangen in zowel de Allgemeine-SS als Waffen-SS. De volgende tabel laat zien dat de bevorderingen niet synchroon liepen.
| Datum                                       | Pruisische leger | Pruisische bouwwezen | Luftwaffe                      | Allgemeine-SS          | Heer                     | Waffen-SS                        |
| ------------------------------------------- | ---------------- | -------------------- | ------------------------------ | ---------------------- | ------------------------ | -------------------------------- |
| 6 februari 1919                             | Freiwilliger     | —                    | —                              | —                      | —                        | —                                |
| 4 februari 1928                             | —                | Regierungsbaumeister | —                              | —                      | —                        | —                                |
| 20 april 1936                               | —                | —                    | —                              | SS-Untersturmführer    | —                        | —                                |
| 1 november 1936                             | —                | —                    | Regierungsbaurat der Luftwaffe | —                      | —                        | —                                |
| 20 april 1937                               | —                | —                    | —                              | SS-Obersturmführer     | —                        | —                                |
| 1937                                        | —                | —                    | —                              | —                      | Wachtmeister der Reserve | —                                |
| 12 september 1937                           | —                | —                    | —                              | SS-Hauptsturmführer    | —                        | —                                |
| 11 september 1938                           | —                | —                    | —                              | SS-Sturmbannführer     | —                        | —                                |
| 1937 - 1939                                 | —                | —                    | Leutenant der Reserve          | —                      | —                        | —                                |
| 11 september 1938                           | —                | —                    | —                              | SS-Sturmbannführer     | —                        | —                                |
| 1 juni 1939                                 | —                | —                    | —                              | SS-Obersturmbannführer | —                        | —                                |
| 20 april 1940 (met ingang van 1 april 1940) | —                | —                    | Baudirektor der Luftwaffe      | —                      | —                        | —                                |
| 1 augustus 1940                             | —                | —                    | —                              | SS-Standartenführer    | —                        | —                                |
| 6 juni 1941 (met ingang van 1 juni 1941)    | —                | —                    | —                              | —                      | —                        | SS-Oberführer der Reserve (W-SS) |
| 20 april 1942                               | —                | —                    | —                              | SS-Brigadeführer       | —                        | Generalmajor in de Waffen-SS     |
| 30 januari 1944                             | —                | —                    | —                              | SS-Gruppenführer       | —                        | Generalleutnant in de Waffen-SS  |
| 27 maart 1945 (RDA van 1 maart 1945)        | —                | —                    | —                              | SS-Obergruppenführer   | —                        | Generaal in de Waffen-SS         |

## Lidmaatschapsnummers
- NSDAP-nr.: 1 011 855[20] (lid geworden 1 maart 1932[22][1][21])
- SS-nr.: 113 619[20] (lid geworden 20 mei 1933[22][1][21])

## Onderscheidingen
Selectie:
- Ehrenwinkel der Alten Kämpfer[1]
- Kruis voor Oorlogsverdienste, 1e Klasse (20 april 1942) en 2e Klasse (16 juli 1940) met Zwaarden[24][20][22][1]
- Ridderkruis van het Kruis voor Oorlogsverdienste met Zwaarden op 1 februari 1945[20] als SS-Gruppenführer en Generalleutnant bij de Waffen-SS en Sonderbeauftragter/bevollmächtiger des RFSS/Görings/Speers[22][1][24]
- IJzeren Kruis 1939, 1e Klasse en 2e Klasse (24 september 1944)[20][22][1][24]
- Duits Kruis in goud op 28 november 1944 als SS-Gruppenführer en Generalleutnant in de Waffen-SS en Kommandeur, Division z.V., Waffen-SS[22][1][24]